# Bonnevaux (Doubs)
Bonnevaux é uma comuna francesa na região administrativa da Borgonha-Franco-Condado, no departamento de Doubs. Estende-se por uma área de 16.53 km². Em 2010 a comuna tinha 403 habitantes (densidade: 24,4 hab./km²).